# Theodoros Dimitrief

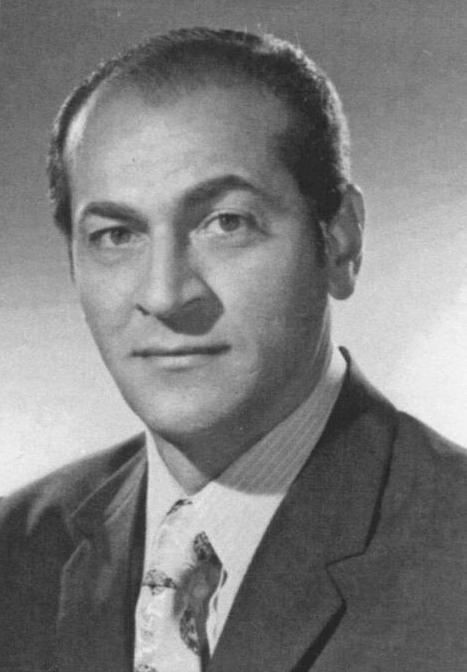
Theodoros Dimitrief, 1929–2016

Theodoros Dimitrief (griechisch Θεόδωρος Δημήτριεφ; * 15. August 1929 in Athen, Griechenland; † 25. Dezember 2016) war ein griechischer Schauspieler und Sänger. In vielen Auftritten erscheint er auch als Thodoros (griechisch Θόδωρος) oder Dimitriou (griechisch Δημητρίου).
Er startete seine Auftritte 1955 als Sänger im Revue-Theater „Vembo“ (griechisch Βέμπο) und „Kyvelis“ (griechisch Κυβέλης). 1959 wurde er im Nationaltheater für die Aufführung der Trilogie „Orestie“ (von Aischylos) aufgenommen, vor allem als Chorführer (Koryphaios griechisch κορυφαίος, εξάρχων), wegen seiner Stimme, die sich besonders für den Chor antiker Tragödien und Komödien eignete. Sein letzter Auftritt im Nationaltheater war 2003/2004 im „Hamlet“ als Gespenst von Hamlets Vater. (Regie: Michael Cacoyannis)
In Filmen trat er oft als Dimitriou (griechisch Δημητρίου) auf, so 1961 in „Atlas“ (Regie: Roger Corman) und 1962 in „Elektra“ (Regie: Michael Cacoyannis) in der Rolle des Agamemnon (als Theodore Demetriou).
1964 wirkte er bei Uraufführung des Oratoriums AXION ESTI von Odysseas Elytis und Mikis Theodorakis mit, die am 19. Oktober 1964 in Athen im Theater „Kotopouli-REX“ stattgefunden hat.
Seitdem hat er in Filmen, Theater, Radio, TV-Folgen und anderen musikalischen und künstlerischen Veranstaltungen teilgenommen.

## Theater
| VEMBO         |      |                                 |                      |
| Titel         | Jahr | Text – Regie                    | Musik                |
| Diplopennies  | 1955 | Mimis Traiforos – D. Basiliadis | Menelaos Theofanidis |
| O Romios      | 1956 | Mimis Traiforos – D. Basiliadis | Menelaos Theofanidis |
| Stournara 288 | 1957 | Mimis Traiforos – D. Basiliadis | Menelaos Theofanidis |
| En Plo        | 1958 | Mimis Traiforos – D. Basiliadis | Menelaos Theofanidis |
| KYVELI        |      |                                 |                      |
| Titel         | Jahr | Text – Regie                    | Musik                |
|               |      |                                 |                      |

| Ethnikon Theatron (Nationaltheater) |           |          |                   |
| Titel                               | von       | Jahrgang | Regie             |
| Oresteia                            | Aischylos | 1959     | Dimitris Rontiris |
| Arma Thespidos                      |           |          |                   |
| Titel                               | von       | Jahrgang | Regie             |
|                                     |           |          |                   |

## Filmografie
| Titel                                      | Jahr | Regie                                        |
| ------------------------------------------ | ---- | -------------------------------------------- |
| O fanouris kai to soi tou                  | 1957 | Dimitris Ioannopoulos                        |
| I theia ap' to Chicago                     | 1957 | Alekos Sakellarios                           |
| Oi treis detectives                        | 1957 | Nikos Tsiforos                               |
| Tis tyhis ta grammena                      | 1957 | Filippos Fylaktos                            |
| To amaxaki (Lied, Th. Dimitriou)           | 1957 | Dinos Dimopoulos                             |
| Mono gia mia nyhta                         | 1958 | Maria Plyta                                  |
| Mia Italida stin Ellada                    | 1958 | Umberto Lenzi                                |
| Erotikes istories                          | 1959 | Sokratis Kapsaskis                           |
| Atlas (als Th. Dimitriou)                  | 1961 | Roger Corman                                 |
| Elektra (Ilektra) (als Theodore Demetriou) | 1962 | Mihalis Kakogiannis (aka Michael Cacoyannis) |
| O Ouranokatevatos                          | 1965 | Orestis Laskos                               |
| I sidira kyria                             | 1983 | Takis Vougiouklakis                          |
| Isovia                                     | 1988 | Yannis Dalianidis                            |
| O protaris batsos kai i troteza            | 1989 | Kostas Karagiannis                           |
| Kai deilos kai tolmiros                    | 1989 | Kostas Karagiannis                           |

## TV Folgen
- „Keklismenon ton thyron“ (1972)
- „Ta agrimia“ (1973–74)
- „Anthropines Istories“ (1973)
- „38. astynomiko tmima“ (1978)
- „To retire“ (1990–91)
- „Agapi sto Aigaio“ (1992)
- „Ta epta kaka tis moiras mou“ (1991–94) – MEGA
- „Oi dromoi tis polis“ (1995) – ANT1
- „Ekeines kai ego“ (1996–97) – ANT1
- „Agigma psyhis“ (1998) – ANT1

## Theater im Rundfunk
- „Oi synenochoi“ von Yiannis Tziotis
- „Madam Sousou“ von Dimitris Psathas
- „As einai i hina sas pachia kai h pitta sas megali“ von Vagellis Gkoufas
- „Epitrepontes“ von Menander
- „Nefeles“ von Aristophanes
- „O dithyrambos tou rodou“ von Aggelos Sikelianos

## Diskografie
| Schallplatten                     |      |                     |                                       |
| Titel                             | Jahr | Musik               | Aufführung                            |
| To Axion Esti                     | 1964 | Mikis Theodorakis   | Theater „REX“, 19. Oktober 1964       |
| Ethnegersia                       | 1971 | Sokratis Benardos   | Theater Lykabettos, 3. September 1971 |
| To tragoudi tis andriosynis       | 1972 | Sokratis Benardos   | Theater „ORFEUS“, 18. Januar 1972     |
| O basilefs ton ouranon            | 1975 | Sokratis Benardos   | Theater „REX“, 26. März 1975          |
| O ymnos tis agapis                | 1977 | Sokratis Benardos   | Theater „APOLLON“, 18. Dezember 1977  |
| O megalos ksesikomos              | 1977 | Yannis Zouganelis   | TV Serie (ΥΕΝΕΔ)                      |
| Kosmas o Aitolos                  | 1980 | Sokratis Benardos   | Theater Lykabettos, 4. September 1980 |
| Buch-CD                           |      |                     |                                       |
| Titel                             | Jahr | Musik               |                                       |
| O Kavafis tou Thanou Mikroutsikou | 2009 | Thanos Mikroutsikos | Verlag „Ianos“                        |

## Dokumentarfilme
(Als Erzähler)
- Vyzantina aristourgimata, von Prof. Aggelos Nezeritis. Byzantinische Denkmäler, Kirchen und Klöster von Griechenland, in 5 Folgen:

1. 1986 · Osios Loukas, Arta, Meteora, Mystras, nea Moni Chiou
2. 1987 · Lakonia, Evros, Florina
3. 1988 · Megara, Attiki, Nafplion, Thessaloniki
4. 1989 · Agia Sofia Monemvasias, Moni Chrysopigis kai Tsaggarolon Chania Kritis, Apokalypsis Patmou
5. 1991 · Patmos, Paros, Naxos

- Athanasios Hristopoulos, enas lismonimenos poiitis, von Stamatis Tsarouchas

42. Filmfestival Thessaloniki, Thessaloniki, 14. November 2001.